# BLACK BIRD (만화)
《BLACK BIRD》(블랙 버드)는 사쿠라코우지 가노코 작품의 일본의 소녀 만화 작품이다. 《Betsucomi》(쇼가칸)에 연재중에 있다. 2010년 7월 기준으로, 총 12권의 단행본이 발행 중에 있다.
2009년 1월 21일에 《今様天狗綺譚 BLACK BIRD》이란 이름으로 드라마 CD가 발매되었다.